# 21-я хромосома человека
21-я хромосо́ма челове́ка — одна из 23 человеческих хромосом (в гаплоидном наборе). 21-я хромосома человека относится к аутосомам. Морфологически она принадлежит к группе G кариотипа человека, то есть является маленьким акроцентриком со спутниками на коротком плече. Это самая маленькая из человеческих хромосом. Трисомия по 21-й хромосоме  является причиной синдрома Дауна. 

## Генетический состав 21-й хромосомы
Последовательность нуклеотидов 21-й хромосомы была получена и опубликована в рамках проекта «Геном человека» в 2000 году. Это была вторая полностью секвенированная человеческая хромосома. 21-я хромосома является наиболее подробно изученной среди хромосом человека
Хромосома содержит около 48 млн пар оснований, что составляет 1,5 % всего материала ДНК человеческой клетки. Данные по количеству генов на хромосоме в целом разнятся из-за различных подходов к подсчёту. Вероятно, она содержит от 300 до 400 генов. 
Ниже перечислены некоторые гены, расположенные на 21-й хромосоме.

### Гены. Плечо q
- APP — предшественник β-амилоида;
- CBS — цистатионин-β-синтаза;
- CLDN14 — клаудин 14;
- HLCS — синтетаза голокарбоксилазы;
- ITGB2 — β2-субъединица интегрина;
- KCNE1 — потенциал-управляемый калиевый канал, член 1 семейства Isk-подобных;
- KCNE2 — потенциал-управляемый калиевый канал, член 2 семейства Isk-подобных;
- PRSS7 — энтеропептидаза;
- SOD1 — растворимая супероксиддисмутаза 1;
- S100B — один из S100-белков;
- TMPRSS2 — сериновая трансмембранная протеаза 2;
- TMPRSS3 — сериновая трансмембранная протеаза 3;
- PCNT — перицентрин;
- RCAN1 — регулятор кальциневрина 1.